# Bokura no goal!/Matane... no kisetsu
Bokura no goal!/Matane... no kisetsu (僕らのゴォール!/またね…のキセツ?) è il settimo singolo del gruppo musicale giapponese T-Pistonz+KMC, pubblicato il 23 febbraio 2011 dalla UP-FRONT WORKS. Il singolo ha raggiunto la ventesima posizione della classifica Oricon dei singoli più venduti in Giappone. Bokura no Goal è stato utilizzato come sesta ed ultima sigla dell'anime Inazuma Eleven, dal centoottesimo al centoventisettesimo episodio. L'annuale sondaggio Anime Grand Prix, condotto dalla rivista di settore Animage ha rivelato che Bokura no Goal è la sigla musicale del 2011 più amata dai fan giapponesi.

## Tracce
CD Singolo PKCF-1041
1. Bokura no goal! (僕らのゴォール?)
2. Matane... no kisetsu (またね…のキセツ?)
3. Bokura no goal! (Instrumental) (僕らのゴォール！（オリジナル・カラオケ）?)
4. Matane... no kisetsu (instrumental) (またね…のキセツ（オリジナル・カラオケ）?)

## Classifiche
| Classifica (2011) | Posizione massima |
| ----------------- | ----------------- |
| Giappone (Oricon) | 20                |